# Aleílson
Aleílson Sousa Rabelo (Marabá, 3 de dezembro de 1985), mais conhecido simplesmente por Aleílson, é um futebolista brasileiro que atua como atacante. Atualmente defende o Imperatriz.

## Carreira
Aleilson surgiu no futebol em 2007, no Águia de Marabá, após ser descoberto na várzea. Dois anos depois, disputando a Copa do Brasil pelo clube paraense, foi destaque em uma partida contra o Fluminense, com direito a gol no jogo de ida.

### Flamengo
Foi contratado pelo Flamengo, por indicação do técnico Cuca, após se destacar em um jogo do Águia de Marabá contra o Fluminense, válido pela Copa do Brasil daquele ano.
Fez apenas uma partida pelo clube, mas é lembrado por uma frase curiosa do então diretor de futebol Plínio Serpa Pinto. O Flamengo perdia por 5 a 0 para o Coritiba quando o diretor disse ao técnico: “Tem que colocar esse garoto para mudar a partida. É a nossa única chance”. Essa foi a única partida que ele fez pelo clube. Com isso, fez parte do plantel do clube que sagrou-se campeão do Campeonato Brasileiro de 2009.

### Pós-Flamengo
Depois do Flamengo, Aleílson defendeu ainda as cores do Bahia, Remo e Paysandu.

## Títulos
Águia de Marabá
- Taça Cidade de Belém: 2008
- Super Copa Grão-Pará: 2024

Flamengo
- Campeonato Brasileiro: 2009

Olaria
- Troféu Moisés Mathias de Andrade: 2010

Trem
- Campeonato Amapaense: 2022, 2023, 2024 e 2025

## Artilharias
Paragominas
- Campeonato Paraense: 2013 – 13 gols[6]

Gavião Kyikatejê
- Campeonato Paraense - Segunda Divisão: 2020 – 5 gols